# نیواورلئان (قایق بخار)
نیواورلئان اولین قایق بخار در آبهای غربی ایالات متحده بود. سفر ۱۸۱۱-۱۸۱۲ این کشتی از پیتسبورگ، پنسیلوانیا، به نیواورلئان، لوئیزیانا، در رودخانه‌های اوهایو و می‌سی‌سی‌پی، عصر کشتی‌رانی کشتی‌های بخار تجاری در رودخانه‌های قاره‌ای غربی و میانه‌غربی را آغاز کرد.

## غرق شدن
نیواورلئان در ۱۴ جولای ۱۸۱۴،  دو سال پس از اولین سفر تاریخی خود، در نزدیکی باتون روژ، لوئیزیانا، با سوراخ شدن بدنه‌اش غرق شد که الگویی برای طول عمر متوسط سه ساله کشتی‌های بخار به جا گذاشت.
شرکت کشتی بخار فولتون موتور و ماشین آلات را به بدنه جدیدی منتقل کرد که آن را نیواورلئان نیز نامیدند و این کشتی نیز به تجارت کشتی بخار ناچز ادامه داد.